# Фењ
Фењ или Вењ (рум. Foeni) је село и управно средиште истоимене општине, која припада округу Тимиш у Румунији. Насеље је значајно по присутној српској националној мањини у Румунији.

## Положај насеља
Село Фењ се налази у источном, румунском Банату, на 5 km удаљености од Србије и од граничног прелаза код села Међа у(општини Житиште) и код Јаше Томић (Општина Сечањ). Сада је најбоље повезан са Јашом Томићем, преко новог граничног прелаза. Село се налази у равничарском делу Баната, близу Тамиша. Око села се налазе велике површине под пашњацима, који су од давнина давани у закуп за испашу стоке или сенокос. За време велике поплаве 2005. године, српска црква је остала не потопљена, као острво.

## Историја Срба у месту
По "Румунској енциклопедији" први писани помен села је из 1289. године, као "Фоен".
Као српско насеље бележе га скупљачи прилога манастира Пећке патријаршије, у свом Катастигу 1660. године. Калуђери су пописали мештане дародавце: домаћин (код кога су коначили) Вучина, поп Стојан, Остоја, Јован, Живко, Јован брат Никин, Остоја, Сава Гручић, Јован Стеић, Неда Вучетић, Марко и Тодор - дали су за себе; село као колектив приложило је 1000 аспри.
Фењ је 1764. године био православна филијала Чаковачког дистрикта. По Ерлеру царском ревизору Баната 1774. године Фењ је место са измешаним Србима и Румунима. Приликом пописа православног клира 1797. године регистрована су два православна свештеника. Пароси, поп Николаје Савић (рукоп. 1759) и поп Василије Поповић (1782) служили су се српским и румунским језиком.
Када су се продавали ераријални поседи купује село 1781. године племићка породица Поповић-Мочоњи; њен домаћин Андреј. Петар Моћоњи или Мочоњи "от Фења" заклети адвокат, јавља се 1831. године као пренумерант српске књиге.
Попис католичке Чанадске бискупије из 1821. године, показује да је у модошкој филијали "Feön" било тада 1882 православца и само 37 католика. А по универзалном државном Шематизму православне цркве у Угарској 1846. године у парохији "Фоен", која припада Чаковачком протопрезвирату, било је 1972 становника, од којих 589 Срба. У храму су служила тада два свештеника, Симеон Бајшански (1828—1864) и Александар Поповић (1840—1891). Црквене матичне књиге се воде од 1779. године.
Најстарији познати фењски пароси у 18. веку су били, према матицама: Никола Симић (1779—1785), Гаврило Мургуловић (1779—1785), Василије Поповић (1785—1806), Никола Живковић (1785—1797) и Јован Поповић (1785—1806). Поп Мургуловић је 1823. године био пренумерант једне вредне српске књиге о модерној историји.
Господар Фења Јован пл. Мочоњи је 1808. године купио Шимићеву књигу "Логика себскаго језика". Године 1834. Фењчани су образовали пренумерантски пункт за куповину једне српске књиге. Из списка пренумераната види се ко су напредни становници. Били су то: поп Бајшански администратор парохије, затим Александар Панајот, спахија "високо учени" Андреј Мочоњи са кћеркама Екатарином и Еленом, три сеоска трговца - Сретко Павловић, Гаја Попин и Стефан Станојев, те крчмар Тимотеј Ивковић.
По другом попису из 1867. године у Фењу је 739 православних Срба.
Године 1903. у Фењу је основана Српска земљорадничка задруга, као удружење са неограниченом одговорношћу. Њен капитал је 1905. године износио 2.534 к, а водили су је: председник Велимир Кирић и пословођа Сава Кирић.
Године 1905. Фењ је велика општина, у Пардањском срезу. Ту живи 2119 становника у 375 домова. Доминирају у националном погледу Румуни којих има 1323, док је православних Срба само 489 или 23%. Србске су пописане 92 куће а пада у очи да они имају према свом поседу само 7% од укупног фењског имања. У месту од српских јавних здања налазе се православна црква и народна школа. ПТТ комуникације су комплетно заступљене.
Војвођански земљепоседник Јоца Јагодић је 1919. године прешао у Румунију, и тамо држао у Фењу, четири године у закупу посед од 2700 ланаца земље, узет од тамошњег грофа Палавичини. Године 1925. било је актуелно питање могућности замена дела територија између Краљевине СХС и Краљевине Румуније. Српска страна је тражила да јој се додели "српско село Фење" у замену за немачко село Наково, код Кикинде. Позитивна одлука није никад донета.

## Црква
Православно парохијско звање у Фењу основано је 1750. године. Православна црква у Вењу (српска варијанта имена) посвећена празнику Успењу Пресвете Богородице је грађена 1760-1770. године, и налазила се у близини садашње српске цркве - подигнуте 1887. године, окружена старим гробљем. Стара фењска црква је 1878. године била затворена, због трошности. Нову српску богомољу по пројекту архитекте Константина Јовановића, направила је и поклонила Србима фењским Српкиња Лаура племенита Мочоњи, рођена племенита Чарнојевић. Због црквене поделе са Румунима, малобројни сиромашни Срби су морали из почетка да организују своју црквену општину и граде храм и школско здање. Али уз њих је срећом стала месна спахиница, потомкиња славног Чарнојевића. Новине црквене су 1889. године писале да је гђа Лаура пл. Мочоњијева, рођена Чарнојевић велика добротворка српске цркве и школе у Фењу. Уз малу помоћ фењске општине саградила је 1888. године нову цркву са два торња, на коју је утрошила својих 15.000 форинти. Она је после своје смрти завештала српској цркви 200 форинти. У нову цркву су пренет је инвентар из срушене старе. Свето место олтара некадашње цркве, срушене због трошности почетком 20. века, обележено је спомен пирамидом са крстом на врху.

### Деоба са Румунима
Боравила је 1866. године изаслата Расправна комисија у Фењу. Скупили су се због тога домаћини фењски рано изјутра у "Великом бирту" пред комисијом. Српски интерес су при раду Комисије заступали поп фењски Анастас Поповић и темишварски прота Табаковић. Утврђено је да тада у Фењу има 1601 Румун и 530 Срба. Тада се Србин, месни трговац Коста Поповић (као и још једна "госпођа") изјаснио да је Румун - пред свима се (из "саможивости") "повлашио". То је био неочекиван и врло непријатан, мучан тренутак за све присутне Србе. Када је то завршено, четворочлана комисија састављена од људи из села је пописала сву црквену имовину у Фењу. Православна црква, две парохијске сесије, школа и црквене покретности су процењени на 4600 ф. капитала. Свима је било јасно да су се Срби ту први населили, подигли и опремили цркву и школу, као и да се црквени протоколи одувек воде на српском језику. Записник је по окончању рада комисије био потписан и послат надлежној власти на разматрање. Иако им чињенице нису ишле у прилог, Румуни су били задовољни. Рачунали су да их је трипут више и да ће "победити" Србе, па су издејствовали да заједнички храм буде једно време затворен, док не добију свог свештеника. Али десило се другачије, а што се ретко срело код бројних српско-румунски подела.
Када су се црквено делили Срби и Румуни, малобројнији Срби су ипак добили постојећи трошни храм. Њихови су аргументи били јачи, када се пресуђивало. Румуни су тако себи озидали нову цркву 1875. године. Новоподигнути српски и румунски храм, оба на спахијској земљи, којима је и ктитор била племићка породица Поповић-Мочоњи, славе исту храмовну славу - Успење.
Фењски дугогодишњи парох, јереј Атанас Поповић-Живковић, рођен у Фењу 1814. године, умро је у 79-ој години дана 31. августа 1892. године у Фењу. Завршио је гимназију и богословију у Вршцу, а јануара 1836. постао рукоположен од стране епископа Пантелејмона Живковића, прво ђакон, па два дана касније презвитер. Отишао је заслужену пензију почетком 1892. године. Провео је као "пастир добри" пуних 56 година служећи Богу и народу, у свом Фењу. Покојног поп Атанаса, наследио је у удовој парохији 1892. године поп Самуило Поповић, као администратор. Под његовим руковођењем појало је 1892. године "Српско црквено певачко друштво" Фењско. Био је 1893. године свештеник и перовођа поп Ђорђе Николић. Петар Чарнојевић племић гост, код зета Мочоњија, поклонио је 1892. године цркви српској велики полијелеј (лустер) са 18 свећа, вредан 500 ф. Црквена општина је у јавност изнела: "Овим племенитим делом г. Петар је украсио српску православну цркву тако да ју је милина гледати." У месту је свештеник 1904-1907. године поп Душан Предић, родом из Немета. Тада је у месту српска православна црквена општина, скупштина је редовна, под председништвом Стевана Гавриловића. Парохија је најниже шесте платежне класе, има парохијски дом и парохијску сесију са 30 кј.

### Фењски племићи
Када је 1871. године у Карловцима заседала заједничка српска и румунска делегација по питању црквене деобе, учествовали су као чланови, са српске стране Петар племенити Чарнојевић, а са румунске стране Антоније племенити Мочоњи. Те две племићке породице које су "за столом" заступале супротне интересе, биле су сроднички повезане. Антон пл. Мочоњи је као посланик румунски, био председник Народоносног клуба (посланици Румуни и Срби) у Угарском сабору.
Супруга племића Андреја Мочоњија (румунског академика), Лаура Чарнојевић (1839—1892) била је кћи нашег познатог племића Петра Чарнојевића "од Маче". Петар је обављао много важних јавних функција, у Торонталској жупанији, на црквено-народним саборима, током мађарске буне 1848. године био је владин комесар, а касније и земљаски посланик у угарском сабору (1868). О заслугама и угледу у народу, који је Петар имао за живота његовог, мало се зна и још мање цени. Сенку на његову "племенитост", баца Петрово велико пријатељство и неописива оданост, омрзнутом мађарском вођи Лајошу Кошуту.
- Породична гробница племића Мочоњи-Чарнојевић на гробљу у Фењу 2018. године
- Унутрашњост племићке породичне капеле са гробном криптом у поду, у Фењу
- Унутрашњост капеле са надгробним плочама фењских племића
- Празна гробна места у крипти фењске племићке капеле, 2018. године

Петар је био активан међу Србима под старе дане у Фењу, где је живео и умро исте 1892. године кад и кћи, а сахрањен је породичној капели на свом поседу у Руском селу. Његов отац Павле, спахија "от Маче" и "от Малог Оросина" и ц и к саветник, умро је и сахрањен 1840. године у Малом Оросину (Руском селу). Децембра 1893. године црквена општина Фењска се јавно захвалила Петру Чарнојевићу на великом поклону тамошњој цркви: велики полијелеј са 18 свећњака. Истакла је црквена општина Фењска: "Овим даром г. Чарнојевић овековечио је име своје и показао се достојан потомак својих предака, јер што год српска православна црква има од утвари црквених све су то драгоцени поклони породице Чарнојевиће и Карађорђевићеве и док год буде и последњег дана православне Србинове душе у Фењу, увек ће се са благодарношћу спомињати и величати имена великих заштитника - добротвора српске православне цркве у Фењу." Мислило се на Кнеза Александра Карађорђевића, чијој кући је кум био Петар Чарнојевић. Кнез Алекса је дао да се запише да велико звоно прилаже фењској цркви: "у знак вечног спомена и љубави за православље". Племићи Мочоњи су иначе били Цинцарског порекла, а угарски племићи су постали куповином поседа Фењ, 1783. године.

## Школа
Јавља се 1834. године у Фењу, као купац једне српске књиге Константин Исаковић "младе господе от Фења приватни професор". Биће да је он учио децу спахије Мочоњија. Учитељ народне школе 1846. године је Ђорђе Панић, који ради са 75 ученика. Године 1868. у Фењу је учитељ деци био Јосиф Василеско, који је требало да положи српски учитељски испит у Сомбору. После преласка школа у Угарској у државни систем тзв. комунал, српска школа је наставила да постоји као вероисповедна, аутономна, радећи о трошку своје црквене општине. Лаура пл. Мочоњи је осим градње српске цркве, саградила ту 1888. године и српску школу, са трошком од 3000 форинти. Расписан је био 1894. године стечај за упражњено место учитеља у српској вероисповедној школи у Фењу. Годишња основна плата је износила 300 ф, два хвата тврдих дрва, леп сан са баштом, два ланца ораће земље, "сламе колико треба", 10 ф. накнаде за дужност перовође, и од погреба је добио 50 новчића "кад га позову". Иако је школа по карактеру српска, аутономна од учитеља се тражи да је завршио Сомборску препарандију и положио испит из мађарског језика. Учитељ је био обавезан да држи редовну и пофторну наставу, стоји за црквеном певницом и учи децу појању. У њој су у једном здању подигнутом 1888. године биле са почетка 20. века две "учитељске снаге", које су предавале мушкој и женској деци одвојеној. Радила је и недељна, тзв. пофторна школа. Душан Которач фењски учитељ, добио је 1900. године декрет о сталности. Године 1905. помиње се месни учитељ Владимир Коњовић родом из Маринаца, тек приспео, привремено намештен. Председник Школског одбора је у то време поп Предић, а школски старатељ Влада Кирић. Тада је у месту на редовну наставу долазило 58 ђака, а у недељну школу ишло 21 ученик старијег узраста. До 1907. године у Фењу у српској школи предавали су учитељи привремени Живојин Стојадиновић и Мирослав Бугарин. Њих су тада замениле две учитељице, Зорка Аћимова и Марија Журановић.

## Становништво
Из митрополијског пописа у Фењу је 1866. године било 2217 православна становника, од којих 598 Срба, 1619 Румуна. Крајем 1891. године у месту је живело 478 Срба становника, који су имали 92 куће. По последњем попису из 2002. године село Фењ имало је 1.180 становника. Последњих деценија број становника опада.
Село је од давнина било вишенародно, а месни Срби су одувек били мањина. Данас је њихов број осетно мањи него пре неколико деценија. Национални састав на појединим пописима био је следећи:
| Година пописа | 1910. год.    | 1992. год.  | 2002. год.    |
| Укупно ст.    | 2.037         | 1.175       | 1.180         |
| Срби          | 491 (24,1%)   | 162 (13,8%) | 120 (10,2%)   |
| Румуни        | 1.232 (60,5%) | 986 (83,9%) | 1.046 (88,6%) |
| Мађари        | 249 (12,2%)   | 15 (1,3%)   | 13 (1,1%)     |
| остали        | 65 (3,2%)     | 12 (1,0%)   | 1 (0,1%)      |